# 대한민국 형사소송법 제292조의3
대한민국 형사소송법 제292조의3는 그 밖의 증거에 대한 조사방식에 대한 형사소송법의 조문이다.

## 조문
제292조의3(그 밖의 증거에 대한 조사방식)도면·사진·녹음테이프·비디오테이프·컴퓨터용디스크, 그 밖에 정보를 담기 위하여 만들어진 물건으로서 문서가 아닌 증거의 조사에 관하여 필요한 사항은 대법원규칙으로 정한다.
[본조신설 2007.6.1.]

## 참고 문헌
- 손동권 신이철, 새로운 형사소송법(초판, 2013), 세창, 2013. ISBN 9788984114081